# Leistera denuda
Leistera denuda är en fjärilsart som beskrevs av Louis Beethoven Prout 1922. Leistera denuda ingår i släktet Leistera och familjen nattflyn. Inga underarter finns listade i Catalogue of Life.